# Reform UK
Reform UK (walisisch Ddiwygio DU) ist eine rechtspopulistische Partei im Vereinigten Königreich, die am 20. Januar 2019 unter dem Namen Brexit Party (deutsch Brexit-Partei) von europaskeptischen Politikern gegründet wurde, um an der Europawahl 2019 teilzunehmen – nachdem klar geworden war, dass sich der EU-Austritt des Vereinigten Königreichs („Brexit“) verzögern würde. Die Partei ist gegen Einwanderung und lehnt Maßnahmen gegen die COVID-19-Pandemie und den Klimawandel ab. Teils werden Parteivertretern auch anti-westliche und prorussische Positionen vorgeworfen.
Nigel Farage und Richard Tice gründeten die Partei als Kapitalgesellschaft; statt stimmberechtigten Mitgliedern hat sie „Unterstützer“, die lediglich spenden. Nach dem EU-Austritt des Vereinigten Königreichs im Januar 2020 benannte man sich mit Wirkung vom 4. Januar 2021 in Reform UK um.

## Geschichte

### Brexit Party

#### Gründungsgeschichte
2018 kam es zu einem Rechtsruck in der UK Independence Party. Unter anderem ernannte der seit dem Februar des Jahres amtierende UKIP-Vorsitzende Gerard Batten im November 2018 Tommy Robinson, den Gründer und ehemaligen Leiter der islamfeindlichen English Defence League, zu seinem Berater. Daraufhin traten vormals führende UKIP-Politiker aus der Partei aus. Catherine Blaiklock gründete im Januar 2019 mit Wissen und Unterstützung von Nigel Farage die Brexit Party. Kurze Zeit später trat Farage der Partei bei. Er erklärte, es gehe nun darum, dass „das Volk gegen die Politiker“ kämpfen müsse. Gemeinsam mit Farage traten sieben weitere Abgeordnete des Europäischen Parlaments zur Brexit Party über. Die anderen Abgeordneten waren Tim Mark Aker, Jonathan Bullock, David Coburn, Nathan Gill, Julia Reid sowie Bill Etheridge, der zuvor für wenige Monate in der Libertarian Party Mitglied gewesen war. Kurze Zeit später folgten die ehemaligen UKIP-Vorsitzenden Paul Nuttall und Diane James.
Nachdem islamfeindliche Aussagen Blaiklocks öffentlich geworden waren, trat sie am 20. März 2019 zurück. Führer der Partei wurde daraufhin Farage.

#### Finanzierung der Partei
Die Brexit Party wurde als private Kapitalgesellschaft (Private limited Company) gegründet, Reform UK hat weiterhin dieselbe Unternehmensnummer im Handelsregister von England und Wales (Company number 11694875). Seit ihrer Gründung nimmt die Partei zahlende Unterstützer auf und finanziert sich durch Spenden. Laut ihrem Vorsitzenden Nigel Farage geht es dabei vor allem um Kleinspenden. Im Juni 2019 geriet die Partei in den Fokus der Aufsichtsbehörde (Electoral Commission), die die Nachvollziehbarkeit aller Spenden anmahnte. Der britischen Zeitung The Guardian zufolge sollte die Partei über einen Betrag von insgesamt GBP 2,5 Mio. ungeklärten Ursprungs Rechenschaft ablegen. Ein Verstoß gegen die Parteispendenrichtlinien (wonach Spenden von über £ 500 nachvollziehbar sein müssen) konnte der Brexit Party nicht nachgewiesen werden. Der Politiker Alyn Smith (Mitglied der Scottish National Party) musste sich für seine im Mai 2019 im Nachrichtensender Sky News vorgebrachte Behauptung, die Brexit Party sei eine Frontpartei für Geldwäsche, offiziell entschuldigen. Vermutungen, dass Geschäftsmann Arron Banks hinter der Brexit Party steht, werden von Parteigründer Farage bestritten. Im Juli 2019 leitete das EU-Parlament wegen des Vorwurfs illegaler Schenkungen von Banks an Farage in Höhe von fast einer halben Million Pfund eine Untersuchung gegen die Partei ein.

### Reform UK
Am 4. Januar 2021 wurde die Namensänderung der Partei in Reform UK von der Wahlkommission genehmigt.
Im Januar 2021 trat die ehemalige konservative Abgeordnete des schottischen Parlaments Michelle Ballantyne der Partei bei; sie wurde von Nigel Farage zur Führerin von Reform UK im schottischen Parlament ernannt.
Im März 2024 trat der von den Tories aus der Fraktion ausgeschlossene Abgeordnete Lee Anderson Reform UK bei und wurde dadurch der erste Vertreter der Partei im britischen Unterhaus. Anderson entschied, keine Nachwahl anlässlich seines Parteiwechsels durchführen zu lassen.

## Politische Bedeutung und Wahlergebnisse

### Brexit Party
Bei einer ersten Umfrage am 10. April 2019 kam die Brexit Party auf 10 % bei einer möglichen britischen Beteiligung an der Europawahl 2019. Nachdem eine Verschiebung des Brexits um ein halbes Jahr beschlossen worden war, stieg die Partei Mitte April 2019 in einer Umfrage für die EP-Wahl auf 27 %. Nach einer vom 8. bis 10. Mai durchgeführten Online-Umfrage kam die Brexit Party bereits auf 34 % und erreichte damit mehr Zustimmung als Labour (21 %) und Tories (11 %) zusammen. Bei der britischen Europawahl am 23. Mai 2019 erreichte die Brexit Party 30,5 % der Stimmen und wurde damit stärkste Kraft des Landes. Zu den Kandidaten gehörten auch ehemalige Kritiker von Nigel Farage und der UKIP.
Mit ihren insgesamt 29 Abgeordneten war die Brexit Party bis zum 31. Januar 2020 die größte Einzelpartei des EU-Parlaments.
Die ehemaligen 23 Abgeordneten (MEP) bis zum 31. Januar 2020 waren:
| Name                      | Wahlkreis                | Erste Wahl    | Bemerkungen                                                                                     |
| ------------------------- | ------------------------ | ------------- | ----------------------------------------------------------------------------------------------- |
| David Bull                | North West England       | 23. Mai 2019  | ehemaliger konservativer Parlamentskandidat                                                     |
| Jonathan Bullock          | East Midlands            | 28. Juli 2017 | ehemaliger UKIP-Abgeordneter; ehemaliger konservativer Parlamentskandidat                       |
| Martin Daubney            | West Midlands            | 23. Mai 2019  |                                                                                                 |
| Nigel Farage              | South East England       | 10. Juni 1999 | Anführer der Partei; ehemaliger UKIP-Abgeordneter                                               |
| Claire Fox                | North West England       | 23. Mai 2019  | ehemaliges Mitglied der Revolutionary Communist Party                                           |
| Nathan Gill               | Wales                    | 1. Juli 2014  | ehemaliger UKIP-Abgeordneter                                                                    |
| James Glancy              | South West England       | 23. Mai 2019  |                                                                                                 |
| Benyamin Habib            | London                   | 23. Mai 2019  |                                                                                                 |
| Michael Heaver            | East of England          | 23. Mai 2019  |                                                                                                 |
| Christina Jordan          | South West England       | 23. Mai 2019  |                                                                                                 |
| Rupert Lowe               | West Midlands            | 23. Mai 2019  | ehemaliger Kandidat der Referendum Party, am 8. März 2025 Ausschluss aus der Reform UK-Fraktion |
| Belinda De Camborne Lucy  | South East England       | 23. Mai 2019  |                                                                                                 |
| Brian Monteith            | North East England       | 23. Mai 2019  |                                                                                                 |
| June Mummery              | East of England          | 23. Mai 2019  |                                                                                                 |
| Henrik Overgaard-Nielsen  | North West England       | 23. Mai 2019  |                                                                                                 |
| Matthew Patten            | East Midlands            | 23. Mai 2019  |                                                                                                 |
| Alexandra Lesley Phillips | South East England       | 23. Mai 2019  | ehemalige UKIP-Medienchefin                                                                     |
| Jake Pugh                 | Yorkshire and the Humber | 23. Mai 2019  |                                                                                                 |
| Robert Rowland            | South East England       | 23. Mai 2019  |                                                                                                 |
| John Tennant              | North East England       | 23. Mai 2019  | ehemaliger UKIP-Stadtrat, derzeitiger Parteichef der Independent Union Party                    |
| Richard Tice              | East of England          | 23. Mai 2019  |                                                                                                 |
| James Wells               | Wales                    | 23. Mai 2019  |                                                                                                 |
| Ann Widdecombe            | South West England       | 23. Mai 2019  | ehemaliges konservatives Parlaments- und Regierungsmitglied                                     |

Ehemalige Mitglieder (waren danach unabhängige MEP bis zum 31. Januar 2020):
| Name                 | Wahlkreis                | Erste Wahl   | Bemerkungen                    |
| -------------------- | ------------------------ | ------------ | ------------------------------ |
| Lance Forman         | London                   | 23. Mai 2019 |                                |
| Lucy Harris          | Yorkshire and the Humber | 23. Mai 2019 |                                |
| Andrew England Kerr  | West Midlands            | 23. Mai 2019 |                                |
| John Longworth       | Yorkshire and the Humber | 23. Mai 2019 |                                |
| Annunziata Rees-Mogg | East Midlands            | 23. Mai 2019 | ehemalige Parlamentskandidatin |
| Louis Stedman-Bryce  | Scotland                 | 23. Mai 2019 |                                |

An den Kommunalwahlen in England und Nordirland im Mai 2019 nahm die Brexit Party nicht teil. Bei der Nachwahl zum Unterhaus im Wahlkreis Peterborough am 6. Juni 2019 trat jedoch ein Kandidat der Brexit Party an. Er verpasste den Einzug ins Parlament nur knapp. Zu den Parlamentswahlen im Dezember 2019 trat die Partei entgegen früheren Ankündigungen nur in Wahlkreisen an, die zwei Jahre zuvor nicht von Kandidaten der Konservativen Partei gewonnen worden waren. Damit wollte man die Opposition in Gestalt der Labour Party und der Liberaldemokraten schwächen. Die Partei erreichte schließlich 2,0 % der Stimmen und keine Parlamentsmandate.

### Reform UK
Reform UK nahm an der Parlamentswahl in Schottland 2021, der Parlamentswahl in Wales 2021 und der Wahl zur London-Versammlung 2021 teil, wobei die Partei kein Mandat erreichte. Bei den Unterhauswahlen vom 4. Juli 2024 errang sie beim einem Stimmenanteil von 14,3 Prozent fünf Sitze (0,8 Prozent). Der im Wahlkreis Great Yarmouth gewählte Reform-UK-Abgeordnete Rupert Lowe wurde am 7. März 2025 wegen Mobbing-Vorwürfen aus der Partei ausgeschlossen. Bei der Nachwahl im englischen Wahlkreis Runcorn am 1. Mai 2025 war die Reform-UK-Kandidatin Sarah Pochin mit ganzen sechs Stimmen Vorsprung vor der Labour-Mitbewerberin erfolgreich, so dass sich die Zahl der Reform-UK-Abgeordneten wieder auf fünf erhöhte.

### Wahlergebnisse in der Übersicht
Die folgende Tabelle zeigt die Wahlergebnisse der Brexit Party bzw. Reform UK.
| Jahr | Wahl                              | Wähler    | Stimmenanteil | Sitze |
| ---- | --------------------------------- | --------- | ------------- | ----- |
| 2019 | Europawahl 2019                   | 5.248.533 | 30,52 %       | 29/73 |
| 2019 | Unterhauswahl 2019                | 642.323   | 2,0 %         | 0/650 |
| 2021 | Parlamentswahl in Schottland 2021 | 5.793     | 0,2 %         | 0/129 |
| 2021 | Parlamentswahl in Wales 2021      | 11.730    | 1,1 %         | 0/60  |
| 2021 | Wahl zur London-Versammlung 2021  | 25.009    | 1,0 %         | 0/25  |
| 2024 | Wahl zur London-Versammlung 2024  | 145.409   | 5,9 %         | 1/25  |
| 2024 | Unterhauswahl 2024                | 4.114.287 | 14,3 %        | 5/650 |

## Parteiführer
| Name                | Amtszeit (Beginn) | Amtszeit (Ende) |
| ------------------- | ----------------- | --------------- |
| Catherine Blaiklock | 20. Januar 2019   | 20. März 2019   |
| Nigel Farage        | 22. März 2019     | 6. März 2021    |
| Richard Tice        | 6. März 2021      | 3. Juni 2024    |
| Nigel Farage        | 3. Juni 2024      |                 |

## Parteivorsitzender
| Name         | Amtszeit (Beginn) | Amtszeit (Ende) |
| ------------ | ----------------- | --------------- |
| Richard Tice | 8. Mai 2019       | 6. März 2021    |
| vakant       | 6. März 2021      | 3. Juni 2024    |
| Richard Tice | 3. Juni 2024      | 11. Juli 2024   |
| Zia Yusuf    | 11. Juli 2024     | 5. Juni 2025    |
| N.N.         |                   |                 |